# Equipe 84 (album)
Equipe 84 è il primo album del complesso musicale italiano Equipe 84, pubblicato nell'ottobre 1965.

## Il disco
Come era consuetudine all'epoca, l'album racchiude una serie di brani già pubblicati su 45 giri.
Tra le firme delle canzoni vi sono Pantros e Tical, entrambi pseudonimi di Armando Sciascia, stranamente la canzone Se credi a quello che... è priva delle indicazioni sugli autori, mentre nel 45 giri è firmata da Maurizio Vandelli (mentre in SIAE è firmata da Raffaele Piccolo per il testo e da Tical per la musica), ma è la versione italiana di I'm Gonna Jump del gruppo inglese dei Toggery Five (1964).
Le canzoni del disco vennero tutte registrate negli studi della Vedette a Milano, il tecnico del suono è Severino Pecchenini.
La copertina è di A. Abbate, ed è apribile con all'interno un fascicolo di quattro pagine (non più pubblicato nelle ristampe successive).
Nel 2000 è stato ristampato dalla On Sale Music con l'aggiunta di tre bonus track.

## Tracce
Lato A
1. La fine del libro (Time Is on My Side) – 2:38 (Testo italiano di Pantros; testo originale e musica di Norman Meade)
2. Mi fa bene (And My Baby's Gone) – 2:16 (Testo italiano di Pantros; testo originale e musica di Michael Pinder)
3. Se credi a quello che... (Non ci sono crediti sul disco, ma la canzone è I'm Gonna Jump) – 2:25 (Testo originale e musica di Frank Renshaw)
4. Sei felice (Tired of Waiting for You) – 2:27 (Testo italiano di Pantros; testo originale e musica di Ray Davies)
5. Ora puoi tornare (Go Now!) – 2:29 (Testo italiano di Giuseppe Cassia; testo originale e musica di Larry Banks)
6. Papà e mammà (Papa-Oom-Mow-Mow) – 1:48 (Testo italiano di David Shel Shapiro e H.Tical; testo originale e musica di John Harris, Carl White, Al Frazier, Turner Wilson jr.)

Lato B
1. Cominciamo a suonare le chitarre (Farmer John) – 1:52 (Testo italiano di Pantros; testo originale e musica di Don Harris)
2. Goodbye My Love (Goodbye My Lover, Goodbye) – 2:52 (Testo italiano di Sergio Bardotti; testo originale e musica di Robert Mosley, Lamar Simington e Leroy Swearingen)
3. Prima di cominciare – 2:09 (Testo di Antonio Amurri; musica di H. Tical)
4. La den da da (La Do Dada) – 2:12 (Testo italiano di Pantros; testo originale e musica di Dale Hawkins, Stan Lewis)
5. Sei già di un altro (Don't Worry Baby) – 3:03 (Testo italiano di Pantros; testo originale e musica di Brian Wilson, Roger Christian)
6. Quel che ti ho dato (Tell Me) – 2:40 (Testo italiano di Gippi; testo originale e musica di Mick Jagger e Keith Richards)

Edizione CD del 2000, pubblicato dalla On Sale Music (52 OSM 045)
1. La fine del libro (Time Is on My Side) (Testo italiano di Pantros; testo originale e musica di Norman Meade)
2. Mi fa bene (And My Baby's Gone) (Testo italiano di Pantros; testo originale e musica di Michael Pinder)
3. Se credi a quello che... (Non ci sono crediti sul disco, ma la canzone è I'm Gonna Jump) (Testo originale e musica di Frank Renshaw)
4. Sei felice (Tired of Waiting for You) (Testo italiano di Pantros; testo originale e musica di Ray Davies)
5. Ora puoi tornare (Go Now!) (Testo italiano di Giuseppe Cassia; testo originale e musica di Larry Banks)
6. Papà e mammà (Papa-Oom-Mow-Mow) (Testo italiano di David Shel Shapiro e H.Tical; testo originale e musica di John Harris, Carl White, Al Frazier, Turner Wilson Jr.)
7. Cominciamo a suonare le chitarre (Farmer John) (Testo italiano di Pantros; testo originale e musica di Don Harris)
8. Goodbye My Love (Goodbye My Lover, Goodbye) (Testo italiano di Sergio Bardotti; testo originale e musica di Robert Mosley, Lamar Simington e Leroy Swearingen)
9. Prima di cominciare (Testo di Antonio Amurri; musica di H. Tical)
10. La den da da (La Do Dada) (Testo italiano di Pantros; testo originale e musica di Dale Hawkins, Stan Lewis)
11. Sei già di un altro (Don't Worry Baby) (Testo italiano di Pantros; testo originale e musica di Brian Wilson, Roger Christian)
12. Quel che ti ho dato (Tell Me) (Testo italiano di Gippi; testo originale e musica di Mick Jagger e Keith Richards)
13. Notte senza fine (Testo e musica di E. Chelotti e Giuseppe Russo) – Bonus Track
14. Un giorno tu mi cercherai (testo di Pantros; musica di Franco Campanino) – Bonus Track
15. L'antisociale (Testo e musica di Francesco Guccini, firmato per il testo da Pantros e per la musica da Francesco Anselmo) – Bonus Track

## Formazione
- Maurizio Vandelli - voce, chitarra
- Alfio Cantarella - batteria
- Franco Ceccarelli - voce, chitarra
- Victor Sogliani - voce, basso (tranne Ora puoi tornare, Papà e mammà, Prima di cominciare, Quel che ti ho dato)
- Romano Morandi - basso (in Ora puoi tornare, Papà e mammà, Prima di cominciare, Quel che ti ho dato)